# Daniel Colin
Pour les articles homonymes, voir Colin.
Daniel Colin, né le 30 septembre 1933 dans le 12e arrondissement de Paris et mort le 14 juin 2019 à Toulon, est un homme politique français, député du Var de 1986 à 1997.

## Biographie
Daniel Colin est docteur en chirurgie dentaire, ex-enseignant à la Faculté d’odontologie de Marseille, ancien député, membre honoraire de l’Assemblée nationale, président d’honneur de TVT Innovation.
Il est député du Var entre 1986 et 1997, conseiller régional de la région Provence-Alpes-Côte d'Azur de 1981 à 1998, adjoint au maire de Toulon de 1977 à 1986 et conseiller municipal de 1986 à 1997, membre du Conseil de l’Europe de 1979 à 1994.
Il fait partie du groupe UDF à l’Assemblée nationale et au conseil régional de Provence-Alpes-Côte d'Azur. Lors de ses fonctions de député, il siège à la commission de la défense nationale et des forces armées, dont il sera vice-président de 1993 à 1997.
Il est le fils du général de brigade Jean-Eugène Colin (1896-1972), et le neveu du Commandant Pierre Colin (1900-1944), résistant français créateur de l'Armée Secrète dans la région méridionale, arrêté par la Gestapo en octobre 1943 puis exécuté en février 1944.
Il est également le père de Jean-Pierre Colin, conseiller régional PACA, et de Nathalie Colin-Oesterlé, euro-députée.

## Carrière politique
- 1977 à 1986 : Adjoint au maire de Toulon
- 1986 à 1997 : Conseiller municipal de Toulon
- 1979 à 1994 : Membre du Conseil de l’Europe (section « Communes et région d’Europe »)
- 1981 à 1998 : Conseiller régional Paca, président du groupe UDF de 1986 à 1998, président de la Commission Aménagement du Territoire et des Transports
- 1986 à 1997 : Député du Var

## Décoration
- Officier de la Légion d'honneur (2008)[4].